# فري ميوزيك
فري ميوزيك آرت برودكشن (بالإنجليزية: Free Music Art Production)‏ هي شركة تسجيلات موسيقية مشهورة، أسسها المنتج والمخرج نصر محروس في أواخر الثمانينيات وهو أحد أبرز المنتجين الموسيقيين في مصر وعرف عنه اكتشافه للمواهب الجديدة مثل شيرين عبد الوهاب وتامر حسني. أنتجت الشركة المئات من الأغاني العربية الناجحة منذ الثمانينات ولديها رصيد ضخم من الألبومات الموسيقية.

## أفلام
- كابتن هيما - 25 يونيو 2008، قصة وإخراج: نصر محروس، سيناريو: أحمد عبد الفتاح، بطولة: تامر حسني، زينة، ميار وأحمد راتب.  وهو أول فيلم من إنتاج فري ميوزك بالاشتراك مع الشركة العربية للإنتاج

## إخراج الفيديو كليب
- الحب الحقيقي- محمد فؤاد
- تعالالي- خالد عجاج
- وحداني- خالد عجاج
- ليه يا دنيا- خالد عجاج ومحمد منير
- ليه بيفكروني- محمد محي
- أنا بعشق البحر- محمد منير
- سو يا سو- محمد منير
- يا ترى- بهاء سلطان
- آه يا ليل- شيرين
- حبيبي وأنت بعيد - تامر حسني
- حب بابا- هاريدي
- بابا فين - فري بيبي
- متشكرين - حسن الأسمر
- قادر وتعملها - محمد محي
- دايماً على بالي - محمد محيي
- قرب حبيبي - تامر حسني
- صبري قليل- شيرين
- جرح تاني- شيرين
- حضن الغريب - تامر حسني
- دامت لمين- محمد رشدي
- قوم اوقف وأنت بتكلمني - بهاء سلطان
- ما بتفرحش- شيرين
- يعني اللي في عيني في عينيك- بهاء سلطان وسوما
- قطر الحياة- محمد رشدي
- لازم أعيش- شيرين
- مفيش مرة - شيرين
- عنية بتحبك - تامر حسني
- هتروح ما تروح- سوما
- كان زمان- بهاء سلطان
- الواد قلبو بيوجعو- بهاء سلطان
- هي دي - تامر حسني

## الألبومات التي أصدرتها شركة فري ميوزك
- أمين سامي 1
- أمين سامي 2
- أمين سامي 3
- عاشق الساكس 1
- عاشق الساكس 2
- عاشق الساكس 3
- عاشق الساكس 4
- عاشق الساكس 5
- فري ميكس 1 1998
- فري ميكس 2 2000
- فري ميكس 3 2002
- فري ميكس 4 2004
- فري بيبي 2002
- محمد فؤاد – كاماننا
- محمد فؤاد – حيران
- محمد فؤاد – الحب الحقيقي
- خاد عجاج – أصعب حب
- خاد عجاج – وحشتني
- خاد عجاج – ولا دمعه
- خاد عجاج – وحداني
- محمد منير – في عشق البنات
- محمد منير – قلبي مساكن شعبية
- محمد محي – صورة ودمعة
- محمد محي – قادر وتعملها 2003
- بهاء سلطان - ياللي ماشي
- بهاء سلطان – تلات دقائق
- بهاء سلطان – قوم أوقف 2004
- بهاء سلطان – كان زمان 2006
- شيرين – جرح تاني 2003
- شيرين – لازم أعيش 2005
- تامر حسني – حب 2004
- تامر حسني – عنية بتحبك 2006
- تامر حسني – يا بنت الإيه 2007
- تامر حسني– الجنة في بيتنا 2007
- تامر حسني – قرب كمان 2008
- تامر حسني - بحبك أنت 2013
- سوما – عيب عليك 2006